# Шебеко, Константин Константинович
Константин Константинович Шебеко (род. 25 сентября 1960, д. Немерово Оршанского района, Беларусь) ─ белорусский учёный, первый ректор Полесского университета, доктор экономических наук, автор научных работ по экономике Беларуси.

## Биография
Отец Константин Куприянович ─  главный агроном, мать Тамара Яковлевна ─ заведующая сельским клубом. Школу окончил почти с отличием, с одной четвёркой. После школы поступил на экономический факультет Белорусской сельскохозяйственной академии в Горках. Получив в 1982 году диплом экономиста, работал  главным экономистом управления сельского хозяйства  Лиозненского  райисполкома  Витебской области. Обретя практический опыт, поступил в аспирантуру Белорусской государственной сельскохозяйственной академии (1984─1987).

## Научная работа
После аспирантуры Константин Шебеко преподавал  на кафедре организации производства в АПК. Защитил докторскую диссертацию («Экономика и управление народным хозяйством», 2005), с 1993 по 2006 годы  работал деканом экономического факультета Белорусской государственной сельскохозяйственной академии (БГСХА). Профессор. Научные интересы: аграрная экономика, государственная экономическая политика. Изучает особенности процесса и институциональную среду продовольственного рынка Беларуси. Автор 90 опубликованных научных работ. Стажировался в Германии, Италии.
В июне 2006 года президентом Республики Беларусь назначен ректором самого молодого вуза в Беларуси ─ Полесского государственного университета. Сначала в университете было только три факультета ─ экономический, банковского дела и факультет организации здорового образа жизни. И немалая заслуга Константина Константиновича в расширении научной и хозяйственной базы университета. В 2008 году была открыта аспирантура, университетский ботанический сад и опытное поле, учебно-научное объединение «Эко-агротуризм».